# Auðun Helgason
Auðun Helgason, né le 18 juin 1974, est un joueur de football international islandais actif principalement durant les années 1990 et 2000. Il joue au poste de défenseur central. Actif principalement dans le championnat islandais, il évolue également en Suisse, en Norvège, en Belgique et en Suède.

## Carrière en club
Auðun Helgason fait ses débuts dans l'équipe première du FH Hafnarfjörður en 1992, à l'âge de 18 ans. Après une première saison d'adaptation, il s'impose au poste d'arrière central titulaire et ne quitte pratiquement plus l'équipe de base pendant trois ans. Le club termine à deux reprises sur le podium et joue les tours préliminaires de la Coupe UEFA en 1994 et 1995. Au terme de la saison 1995, il quitte le club et rejoint l'IF Leiftur, une autre équipe évoluant en Úrvalsdeild. Il y reste deux saisons durant lesquelles il est le plus souvent titulaire.
Le 28 octobre 1997, il part à l'étranger et s'engage avec le Neuchâtel Xamax, en première division suisse. L'aventure est de courte durée et dès le mois de février 1998, il quitte le club après y avoir joué seulement cinq matches pour rejoindre le Viking FK, dans le championnat norvégien. Il y signe un contrat de trois ans et s'impose d'emblée dans le onze de base de l'équipe. Dès sa première saison au club, il termine à la quatrième place et se qualifie pour la Coupe UEFA 1999-2000, où le Viking élimine le Sporting Portugal au premier tour et n'est éliminé au deuxième tour par le Werder Brême qu'aux buts marqués à l'extérieur. À la fin de son contrat, il change une nouvelle fois de pays et rejoint les rangs du KSC Lokeren, un club du sub-top du championnat belge.
Dès son arrivée dans l'équipe waeslandienne, Auðun Helgason obtient la confiance de son entraîneur Georges Leekens et est titularisé à chaque match dans l'axe défensif. Le club termine la saison à la quatrième place et dispute la Coupe Intertoto l'été suivant. En fin de saison, Leekens quitte le club et est remplacé par Paul Put, qui maintient sa confiance en Helgason mais une blessure en mars 2002 met un terme prématurée à sa saison. Son contrat n'est pas renouvelé par Lokeren et il se retrouve libre durant l'été 2002.
Il retrouve un club en janvier 2003, cette fois en Suède où sa femme poursuit ses études. Il y signe un contrat de deux ans avec le Landskrona BoIS, qui évolue en Allsvenskan, la première division nationale. Après avoir lutté pour le maintien parmi l'élite durant deux saisons, Auðun Helgason décide de rentrer en Islande en janvier 2005 et retourne à son club formateur, le FH Hafnarfjörður, qui vient de remporter son premier titre de champion national. Le club dispute dès lors le tour préliminaire de la Ligue des champions durant l'été, dont il est éliminé par le Neftchi Bakou. Titulaire durant toute la saison, Helgason peut fêter son premier trophée avec le titre national remporté en fin de saison. Malheureusement, il est blessé durant toute l'année 2006 et ne joue aucun match pendant plus d'un an. Quand il revient de blessure, il ne parvient pas à reprendre sa place dans l'effectif et quitte le club à la fin de la saison 2007, ne participant pas à la finale victorieuse en Coupe d'Islande.
Auðun Helgason s'engage avec le Fram Reykjavik en février 2008 et aide le club à atteindre la troisième place en championnat, synonyme de qualification pour la Ligue Europa 2009-2010. Au terme de la saison 2009, le joueur quitte le club et rejoint l'UMF Grindavík, où il joue pendant un an. En janvier 2011, il signe un contrat avec l'UMF Selfoss, un club qui évolue en deuxième division. Gêné par des blessures à répétition, il ne joue que sept rencontres en championnat, que l'équipe termine vice-championne, lui permettant ainsi de monter en première division. Le séjour au plus haut niveau ne dure qu'un an, le club terminant dernier et redescendant d'un cran directement. En mai 2013, Helgason est transféré au Sindri Höfn, une équipe de troisième division, dont il devient joueur-entraîneur en 2015. Il occupe cette double fonction jusqu'à sa retraite sportive en novembre 2016.

### Statistiques
| Saison                | Club                  | Championnat           | Championnat | Championnat | Coupe(s) nationale(s) | Coupe(s) nationale(s) | Compétition(s) continentale(s) | Compétition(s) continentale(s) | Compétition(s) continentale(s) | Total | Total |
| Saison                | Club                  | Division              | M.          | B.          | M.                    | B.                    | Comp.                          | M.                             | B.                             | M.    | B.    |
| 1992                  | FH Hafnarfjörður      | Úrvalsdeild           | 5           | 0           | -                     | -                     | -                              | 0                              | 0                              | 5     | 0     |
| 1993                  | FH Hafnarfjörður      | Úrvalsdeild           | 17          | 1           | -                     | -                     | -                              | 0                              | 0                              | 17    | 1     |
| 1994                  | FH Hafnarfjörður      | Úrvalsdeild           | 18          | 0           | -                     | -                     | C3                             | 2                              | 0                              | 20    | 0     |
| 1995                  | FH Hafnarfjörður      | Úrvalsdeild           | 17          | 1           | -                     | -                     | C3                             | 2                              | 0                              | 19    | 1     |
| Sous-total            | Sous-total            | Sous-total            | 57          | 2           | -                     | -                     | -                              | 4                              | 0                              | 61    | 2     |
| 1996                  | IF Leiftur            | Úrvalsdeild           | 18          | 0           | -                     | -                     | -                              | 0                              | 0                              | 18    | 0     |
| 1997                  | IF Leiftur            | Úrvalsdeild           | 8           | 0           | -                     | -                     | -                              | 0                              | 0                              | 8     | 0     |
| Sous-total            | Sous-total            | Sous-total            | 26          | 0           | -                     | -                     | -                              | 0                              | 0                              | 26    | 0     |
| 1997-1998             | Neuchâtel Xamax       | Superleague           | 5           | 1           | -                     | -                     | -                              | 0                              | 0                              | 5     | 1     |
| Sous-total            | Sous-total            | Sous-total            | 5           | 1           | -                     | -                     | -                              | 0                              | 0                              | 5     | 1     |
| 1998                  | Viking FK             | Eliteserien           | 23          | 2           | 2                     | 0                     | -                              | 0                              | 0                              | 25    | 2     |
| 1999                  | Viking FK             | Eliteserien           | 25          | 1           | 3                     | 0                     | C3                             | 5                              | 0                              | 33    | 1     |
| 2000                  | Viking FK             | Eliteserien           | 21          | 0           | 3                     | 0                     | -                              | 0                              | 0                              | 24    | 0     |
| Sous-total            | Sous-total            | Sous-total            | 69          | 3           | 8                     | 0                     | -                              | 5                              | 0                              | 82    | 3     |
| 2000-2001             | KSC Lokeren           | Division 1            | 21          | 0           | -                     | -                     | -                              | 0                              | 0                              | 21    | 0     |
| 2001-2002             | KSC Lokeren           | Division 1            | 19          | 0           | -                     | -                     | C4                             | 3                              | 0                              | 22    | 0     |
| Sous-total            | Sous-total            | Sous-total            | 40          | 0           | -                     | -                     | -                              | 3                              | 0                              | 43    | 0     |
| 2003                  | Landskrona BoIS       | Allsvenskan           | 23          | 2           | -                     | -                     | -                              | 0                              | 0                              | 23    | 2     |
| 2004                  | Landskrona BoIS       | Allsvenskan           | 15          | 0           | -                     | -                     | -                              | 0                              | 0                              | 15    | 0     |
| Sous-total            | Sous-total            | Sous-total            | 38          | 2           | -                     | -                     | -                              | 0                              | 0                              | 38    | 2     |
| 2005                  | FH Hafnarfjörður      | Úrvalsdeild           | 18          | 5           | -                     | -                     | C1                             | 2                              | 0                              | 20    | 5     |
| 2006                  | FH Hafnarfjörður      | Úrvalsdeild           | 0           | 0           | -                     | -                     | C1                             | 0                              | 0                              | 0     | 0     |
| 2007                  | FH Hafnarfjörður      | Úrvalsdeild           | 3           | 1           | -                     | -                     | C1                             | 2                              | 0                              | 5     | 1     |
| Sous-total            | Sous-total            | Sous-total            | 21          | 6           | -                     | -                     | -                              | 4                              | 0                              | 25    | 6     |
| 2008                  | Fram Reykjavik        | Úrvalsdeild           | 21          | 1           | -                     | -                     | -                              | 0                              | 0                              | 21    | 1     |
| 2009                  | Fram Reykjavik        | Úrvalsdeild           | 17          | 1           | 1                     | 0                     | C3                             | 1                              | 0                              | 19    | 1     |
| Sous-total            | Sous-total            | Sous-total            | 38          | 2           | 1                     | 0                     | -                              | 1                              | 0                              | 40    | 2     |
| 2010                  | UMF Grindavík         | Úrvalsdeild           | 21          | 1           | -                     | -                     | -                              | 0                              | 0                              | 21    | 1     |
| Sous-total            | Sous-total            | Sous-total            | 21          | 1           | -                     | -                     | -                              | 0                              | 0                              | 21    | 1     |
| 2011                  | UMF Selfoss           | 1.deild               | 7           | 2           | -                     | -                     | -                              | 0                              | 0                              | 7     | 2     |
| 2012                  | UMF Selfoss           | Úrvalsdeild           | 0           | 0           | -                     | -                     | -                              | 0                              | 0                              | 0     | 0     |
| 2013                  | UMF Selfoss           | 1.deild               | 0           | 0           | -                     | -                     | -                              | 0                              | 0                              | 0     | 0     |
| Sous-total            | Sous-total            | Sous-total            | 7           | 2           | -                     | -                     | -                              | 0                              | 0                              | 7     | 2     |
| 2014                  | Sindri Höfn           | 2.deild               | 7           | 0           | -                     | -                     | -                              | 0                              | 0                              | 7     | 0     |
| 2015                  | Sindri Höfn           | 2.deild               | 4           | 0           | -                     | -                     | -                              | 0                              | 0                              | 4     | 0     |
| 2016                  | Sindri Höfn           | 2.deild               | 15          | 0           | -                     | -                     | -                              | 0                              | 0                              | 15    | 0     |
| Sous-total            | Sous-total            | Sous-total            | 26          | 0           | -                     | -                     | -                              | 0                              | 0                              | 26    | 0     |
| Total sur la carrière | Total sur la carrière | Total sur la carrière | 348         | 17          | 9                     | 0                     | -                              | 17                             | 0                              | 374   | 17    |

### Palmarès
- Champion d'Islande en 2005 avec le FH Hafnarfjörður.

## Carrière en équipe nationale
International chez les moins de 19 ans dès 1990 et chez les espoirs à partir de 1994, Auðun Helgason honore sa première sélection chez les seniors le 19 août 1998 lors d'un match amical contre la Lettonie. Il inscrit son premier et unique but international à cette occasion, participant ainsi à la victoire 4-1 de son pays. Régulièrement appelé jusqu'en septembre 2001, il n'est plus repris pendant deux ans et n'est convoqué qu'à une reprise en 2003 et en 2004. Il fait un retour plus régulier chez les « Strákarnir okkar » lors des six derniers mois de l'année 2005 et dispute son 35e et dernier match international le 12 octobre 2005 contre la Suède dans le cadre des éliminatoires de la Coupe du monde 2006, perdu 3-1.
Le tableau ci-dessous reprend toutes les sélections d'Auðun Helgason. Le score de l'Islande est toujours indiqué en gras.
| Date       | Compétition                                  | Adversaire      | Lieu               | Score | Remarque |
| ---------- | -------------------------------------------- | --------------- | ------------------ | ----- | -------- |
| 19/08/1998 | Match amical                                 | Lettonie        | Reykjavik          | 4-1   | 90e      |
| 05/09/1998 | Éliminatoires Euro 2000 (Groupe 4)           | France          | Reykjavik          | 1-1   |          |
| 10/10/1998 | Éliminatoires Euro 2000 (Groupe 4)           | Arménie         | Erevan             | 0-0   |          |
| 14/10/1998 | Éliminatoires Euro 2000 (Groupe 4)           | Russie          | Reykjavik          | 1-0   |          |
| 10/03/1999 | Match amical                                 | Luxembourg      | Luxembourg         | 1-2   |          |
| 27/03/1999 | Éliminatoires Euro 2000 (Groupe 4)           | Andorre         | Andorre-la-Vieille | 0-2   |          |
| 31/03/1999 | Éliminatoires Euro 2000 (Groupe 4)           | Ukraine         | Kiev               | 1-1   |          |
| 28/04/1999 | Match amical                                 | Malte           | Ħ'Attard           | 1-2   |          |
| 05/06/1999 | Éliminatoires Euro 2000 (Groupe 4)           | Arménie         | Reykjavik          | 2-0   | 73e      |
| 09/06/1999 | Éliminatoires Euro 2000 (Groupe 4)           | Russie          | Moscou             | 1-0   |          |
| 18/08/1999 | Match amical                                 | Îles Féroé      | Tórshavn           | 0-1   | 36e      |
| 04/09/1999 | Éliminatoires Euro 2000 (Groupe 4)           | Andorre         | Reykjavik          | 3-0   |          |
| 08/09/1999 | Éliminatoires Euro 2000 (Groupe 4)           | Ukraine         | Reykjavik          | 0-1   |          |
| 09/10/1999 | Éliminatoires Euro 2000 (Groupe 4)           | France          | Paris              | 3-2   |          |
| 31/01/2000 | Championnat nordique 2000-2001               | Norvège         | La Manga           | 0-0   |          |
| 04/02/2000 | Championnat nordique 2000-2001               | Îles Féroé      | La Manga           | 2-3   |          |
| 27/05/2000 | Match amical                                 | Malte           | Reykjavik          | 5-0   |          |
| 16/08/2000 | Championnat nordique 2000-2001               | Suède           | Reykjavik          | 2-1   |          |
| 02/09/2000 | Éliminatoires Coupe du monde 2002 (Groupe 3) | Danemark        | Reykjavik          | 1-2   | 30e      |
| 07/10/2000 | Éliminatoires Coupe du monde 2002 (Groupe 3) | Tchéquie        | Teplice            | 4-0   |          |
| 11/10/2000 | Éliminatoires Coupe du monde 2002 (Groupe 3) | Irlande du Nord | Reykjavik          | 1-0   |          |
| 15/11/2000 | Match amical                                 | Pologne         | Varsovie           | 1-0   |          |
| 02/06/2001 | Éliminatoires Coupe du monde 2002 (Groupe 3) | Malte           | Reykjavik          | 3-0   |          |
| 06/06/2001 | Éliminatoires Coupe du monde 2002 (Groupe 3) | Bulgarie        | Reykjavik          | 1-1   |          |
| 15/08/2001 | Match amical                                 | Pologne         | Reykjavik          | 1-1   | 85e      |
| 01/09/2001 | Éliminatoires Coupe du monde 2002 (Groupe 3) | Tchéquie        | Reykjavik          | 3-1   |          |
| 05/09/2001 | Éliminatoires Coupe du monde 2002 (Groupe 3) | Irlande du Nord | Belfast            | 3-0   | 63e      |
| 19/11/2003 | Match amical                                 | Mexique         | San Francisco      | 0-0   |          |
| 05/06/2004 | Match amical                                 | Angleterre      | Manchester         | 6-1   | 87e      |
| 08/06/2005 | Éliminatoires Coupe du monde 2006 (Groupe 8) | Malte           | Reykjavik          | 4-1   |          |
| 17/08/2005 | Match amical                                 | Afrique du Sud  | Reykjavik          | 4-1   |          |
| 03/09/2005 | Éliminatoires Coupe du monde 2006 (Groupe 8) | Croatie         | Reykjavik          | 1-3   | 42e 79e  |
| 07/09/2005 | Éliminatoires Coupe du monde 2006 (Groupe 8) | Bulgarie        | Sofia              | 3-2   |          |
| 07/10/2005 | Match amical                                 | Pologne         | Varsovie           | 3-2   | 75e      |
| 12/10/2005 | Éliminatoires Coupe du monde 2006 (Groupe 8) | Suède           | Solna              | 3-1   |          |